# برطانية (منطقة إدارية)
بَرْطَانِيَة أو بروتاني (من اللاتينية بْرِيطَانِيَا Britannia) (بالفرنسية: Bretagne)‏ ، (بالإنجليزية: Brittany)‏ إحدى مناطق فرنسا، وهي على شكل شبه جزيرة تقع إلى الشمال الغربي. عاصمة المنطقة هي مدينة رين.

## التاريخ
كبقية المناطق الإدارية الفرنسية، أحدثت منطقة البروتاني في النصف الثاني من القرن العشرين. الحدود الإقليمية الحالية للبروتاني تعتمد على قرار 30 جوان 1941 حرره الماريشال بيتان ونشر في الرائد الرسمي للجمهورية الفرنسية بتاريخ 1 جويلية 1941 خلال الحرب العالمية الثانية، تحت الاحتلال الألماني. هذا القرار أحدث منطقة اسمها منطقة رين متكونة من أقاليم كوت دي نور، موربيهان، فينيستر وإيل وفيلان. من بعد، صدر قرار وزاري مؤرخ في 28 نوفمبر 1956 موقع خلال الجمهورية الرابعة، يحدد إطار «برامج العمل الإقليمية» المحدثة بقرار 30 جوان 1955. اسمها اليوم هو هو اسم بريتاني التي تقاسمها 80% من مساحتها، باستثناء إقليم لوار أتلانتيك.

## المدن الرئيسية
- رين
- سانت بريوك
- بريست
- فان
- نانت
- كامبار

## راية المنطقة وشعارها

### الدرع
درع منطقة بريتاني

### الراية
غوين ها دو، راية بريتاني المعاصرة

## أعلام
- آلفين بي كاري
- دومينيك كرين
- جيوفري أنوسوورث

## وصلات خارجية
- بريتاني على الموقع الرسمي للمكتب الوطني الفرنسي للسياحة